# John H. Graham
John Hugh Graham (* 1. April 1835 in Belfast, Irland; † 11. Juli 1895 in Brooklyn, New York) war ein US-amerikanischer Offizier und Politiker. Zwischen 1893 und 1895 vertrat er den Bundesstaat New York im US-Repräsentantenhaus.

## Werdegang
John Hugh Graham wurde zwei Jahre vor dem Tod von Wilhelm IV., König des Vereinigten Königreichs von Großbritannien und Irland und König von Hannover, in Belfast geboren. Im folgenden Jahr wanderte die Familie Graham in die Vereinigten Staaten ein und ließ sich in der damals noch eigenständigen Stadt Brooklyn nieder. Dort besuchte er öffentliche Schulen. Nach dem Ausbruch des Bürgerkrieges verpflichtete er sich in der Kompanie A des fünften Regiments (Heavy Artillery) der New York Volunteers, wo er drei Jahre lang als Captain diente. Für seine Furchtlosigkeit und Verdienste, welche er bei Harpers Ferry und Shenandoah Valley (Virginia) an den Tag legte, wurde er zuerst zum Major und dann zum Brevet-Lieutenant Colonel befördert. Nach dem Krieg ging er dem Eisenwarengeschäft (hardware business) in Brooklyn nach.
Politisch gehörte er der Demokratischen Partei an. Bei den Kongresswahlen des Jahres 1892 wurde er im fünften Wahlbezirk von New York in das US-Repräsentantenhaus in Washington, D.C. gewählt, wo er am 4. März 1893 die Nachfolge von Thomas F. Magner antrat. Da er auf eine erneute Kandidatur im Jahr 1894 verzichtete, schied er nach dem 3. März 1895 aus dem Kongress aus.
Er verstarb am 11. Juli 1895 in Brooklyn und wurde dann dort auf dem Green-Wood Cemetery beigesetzt.